# Tschermassan
Der Tschermassan (russisch Чермасан) ist ein linker Nebenfluss der Belaja in der autonomen Republik Baschkortostan im europäischen Teil Russlands.
Der Fluss entspringt in den Bugulma-Belebeier Höhen im Südwesten von Baschkortostan. Er fließt in nordnordöstlicher Richtung zur Belaja. Der Tschermassan hat eine Länge von 186 km. Er entwässert ein Areal von 3970 km². Der mittlere Abfluss des Tschermassan beträgt 10 m³/s. Zwischen November und April ist der Fluss eisbedeckt.